# Kallichroma glabrum
Kallichroma glabrum är en svampart som först beskrevs av Jan Kohlmeyer, och fick sitt nu gällande namn av Kohlm. & Volkm.-Kohlm. 1993. Kallichroma glabrum ingår i släktet Kallichroma och familjen Bionectriaceae.   Inga underarter finns listade i Catalogue of Life.